# Musée de biologie de Stockholm
Le musée de biologie de Stockholm (en suédois Biologiska museet) est un musée d'histoire naturelle situé sur l'île de Djurgården dans le centre de la capitale suédoise.

## Histoire
Inauguré en 1893, le musée expose un certain nombre de mammifères et d'oiseaux scandinaves dans leur environnement naturel. Il a été créé par le zoologue et explorateur suédois Gustaf Kolthoff, avec l'aide de son ami et camarade de chasse, le peintre Bruno Liljefors. Depuis 1970, le musée appartient à la fondation du musée de plein air de Skansen, et on a rendu aux collections leur aspect originel.

## Contexte

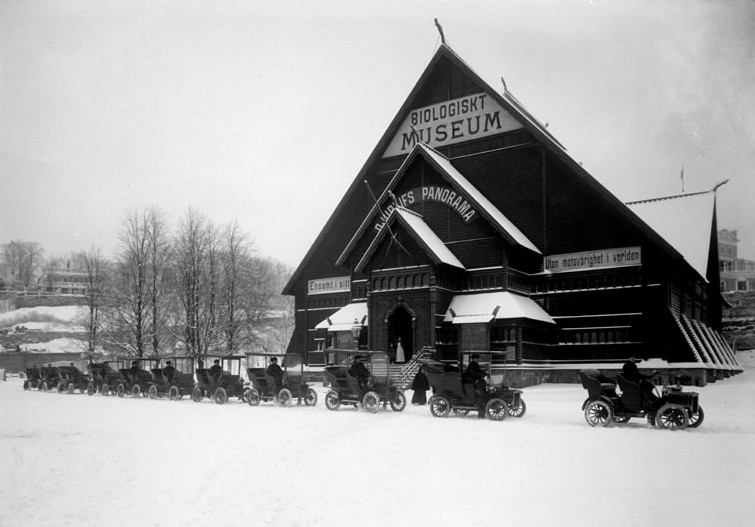
Le bâtiment vers 1900.

Le musée de biologie de Stockholm est l'un des quatre musées créés par Gustaf Kolthoff. Les autres sont :
– le musée de biologie de Turku en Finlande (Biologinen museo) ;
– le musée de biologie d'Uppsala en Suède (Biotopia) ;
– le musée de biologie de Södertälje en Suède (Biologiska museet).
||
Ces musées ont en commun d'exposer des dioramas représentant divers milieux naturels où figurent des animaux empaillés.

## Bâtiment
Le bâtiment dessiné par l'architecte Agi Lindegren s'inspire des églises médiévales norvégiennes en bois debout (Stavkirke). Les sculptures du portail en particulier rappellent l'église de Borgund. Les façades, comme le toit, sont recouvertes de planchettes de bois (bardeaux). Inauguré en 1893, le bâtiment est caractéristique du drakstil, un courant architectural et décoratif qui prend son essor dans les pays nordiques à la fin du XIXe siècle et qui s'inscrit dans le mouvement plus large du national romantisme.
Le musée est partie prenante de l'exposition de Stockholm en 1897. On peut alors lire sur la façade du bâtiment : « Panoramas animaliers ... Unique au monde ... »
Les collections ne sont éclairées par aucune lampe ou projecteur. Toute la lumière provient des larges fenêtres du toit, accentuant ainsi le sentiment d'évoluer dans un environnement naturel.

## Collections

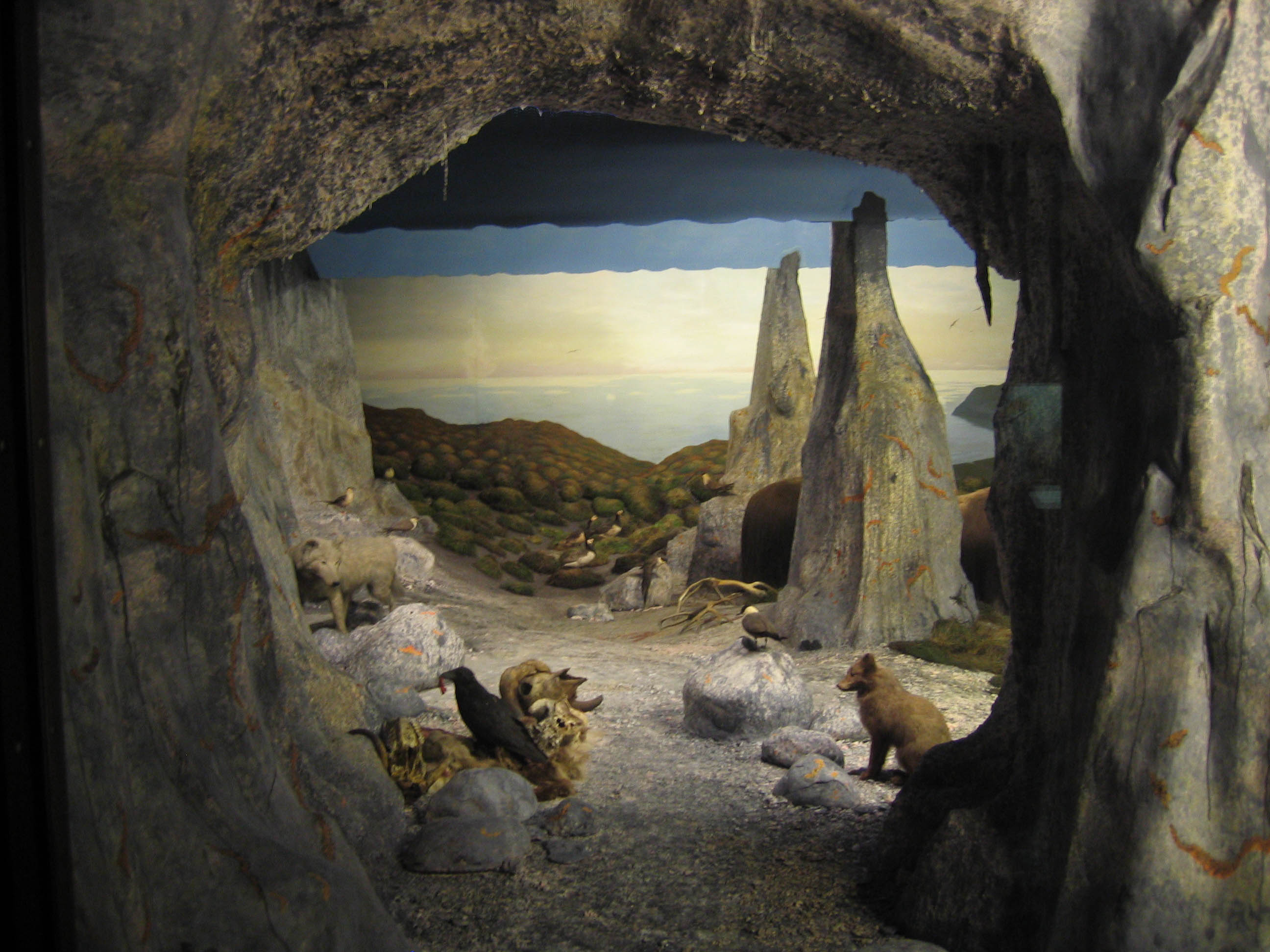
Un diorama en 2005.

Les collections sont présentées sous forme de dioramas, dans lesquels des animaux empaillés et divers éléments authentiques sont disposés devant un décor peint. Il semblerait que ce musée soit le premier à utiliser de façon intensive ce procédé pour la représentation de milieux naturels. Le diorama connaîtra ensuite son heure de gloire dans de grands musées d'histoire naturelle comme par exemple le musée Field de Chicago ou le musée américain d'histoire naturelle de New York.
Au premier étage sont exposés différents écosystèmes, allant de l'intérieur des terres aux zones côtières. Tous les décors de ce département sont peints par Bruno Liljefors avec l'aide de Gustaf Fjæstad. Au rez-de-chaussée, on peut voir une caverne de glace du Spitzberg et une vallée de l'Ouest du Groenland. Les décors sont cette fois réalisés par Kjell Kolthoff, le fils de Gustaf. En tout, le musée abrite environ 300 animaux empaillés.
Dès 1910, Kolthoff est contraint de prendre la défense de sa création. On reproche en effet au musée son caractère désuet. Des voix s'élèvent pour demander sa démolition ou son transfert vers d'autres lieux.

## Incendie
Le 5 juillet 2008 vers 20 h 00, un incendie se déclare sur l'un des murs extérieurs du musée. Malgré l'important dégagement de fumée, les pompiers parviennent rapidement à maîtriser les flammes. D'après un communiqué de la direction du musée, la destruction totale du bâtiment n'a été évitée que de quelques minutes, et ceci grâce à la vigilance d'un gardien qui a immédiatement donné l'alerte. Aucune des pièces exposées ou des peintures n'a été endommagée. L'incendie serait d'origine criminelle.